# Magelona
Magelona är ett släkte av ringmaskar som beskrevs av F. Müller 1858. Magelona ingår i familjen Magelonidae.

## Bildgalleri

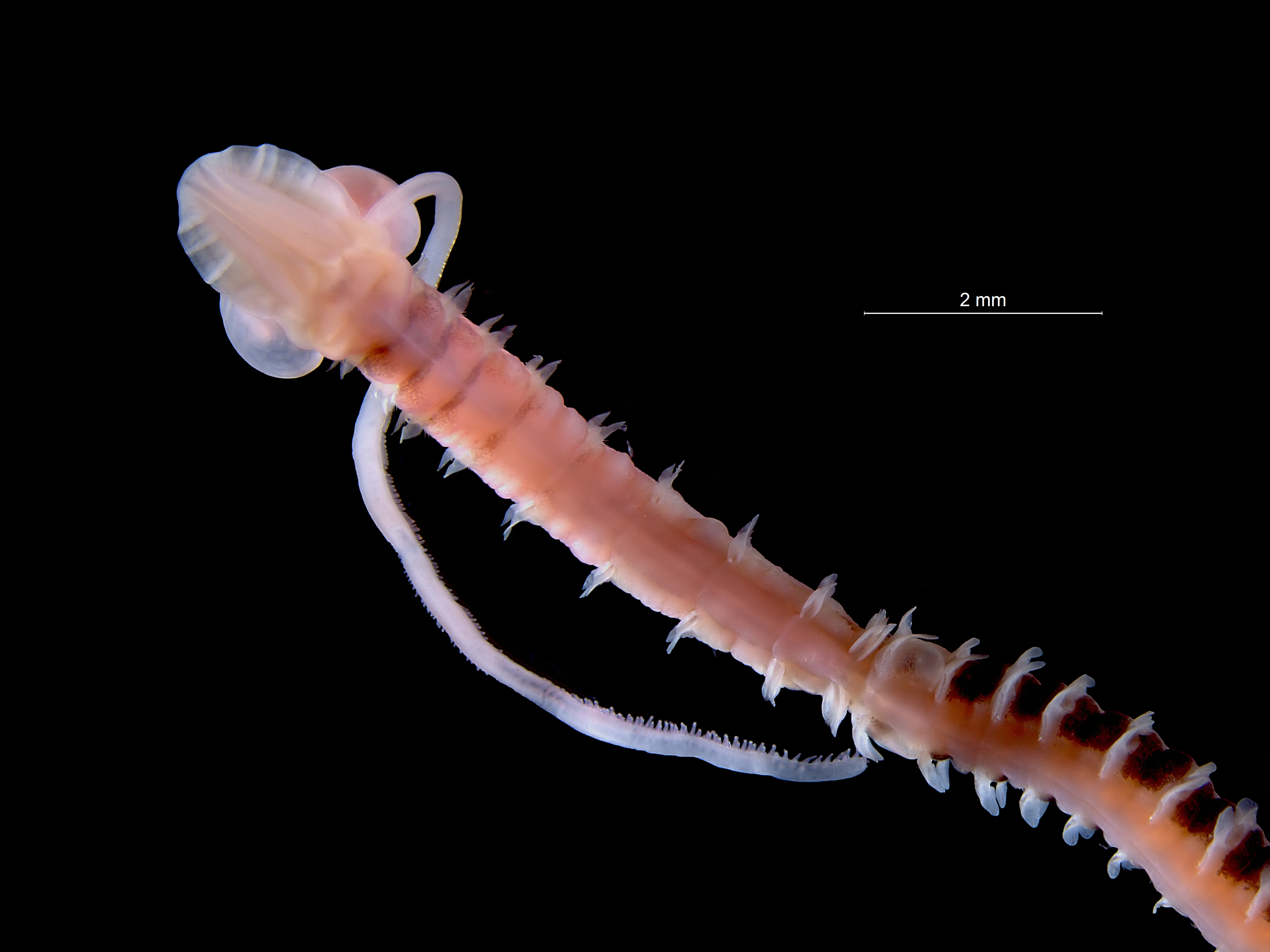
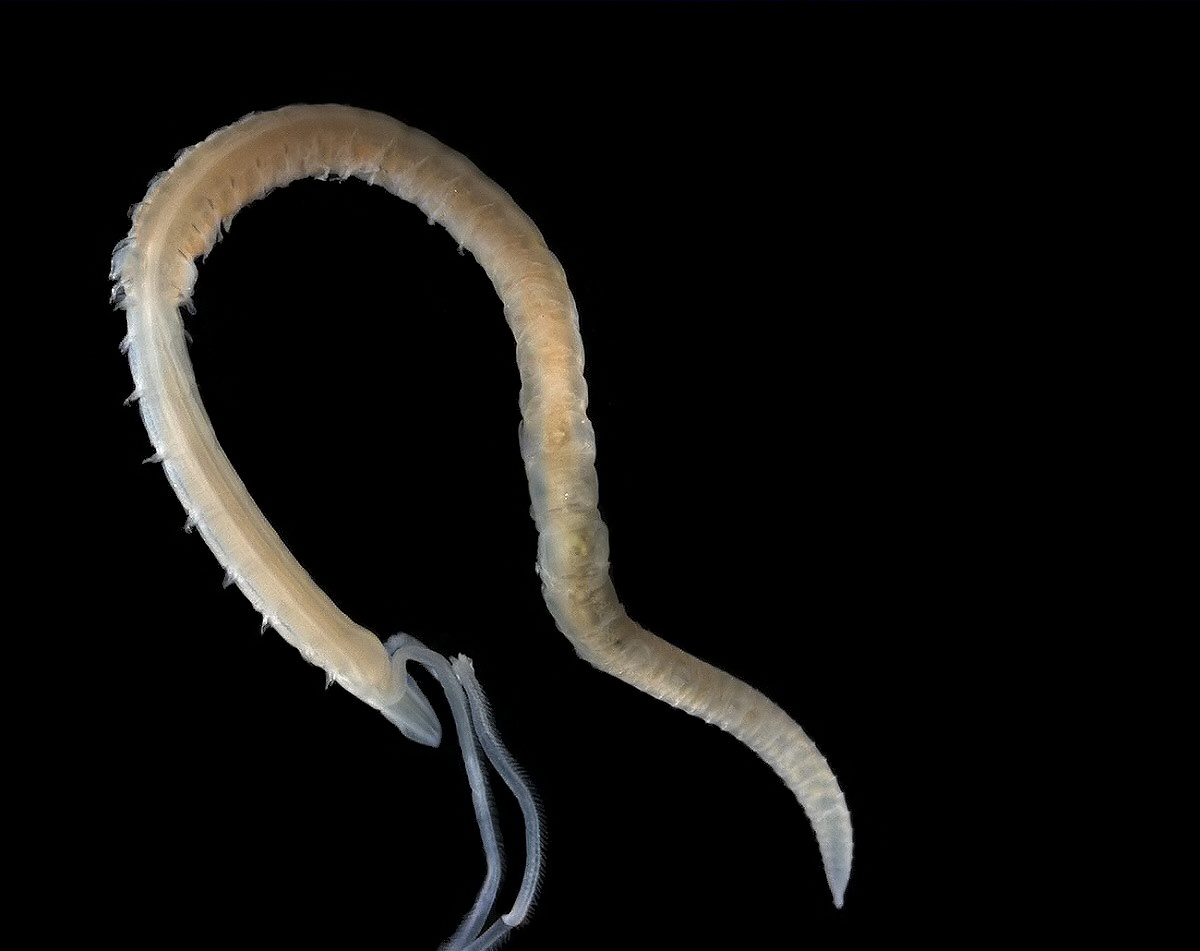

## Dottertaxa tillMagelona, i alfabetisk ordning[1][2]
- Magelona agoensis
- Magelona alata
- Magelona alleni
- Magelona americana
- Magelona annulata
- Magelona berkeleyi
- Magelona californica
- Magelona capax
- Magelona capensis
- Magelona cerae
- Magelona cincta
- Magelona conversa
- Magelona cornuta
- Magelona crenulata
- Magelona crenulifrons
- Magelona dakini
- Magelona equilamellae
- Magelona falcifera
- Magelona filiformis
- Magelona gemmata
- Magelona hartmanae
- Magelona hobsonae
- Magelona japonica
- Magelona johnstoni
- Magelona jonesi
- Magelona kamala
- Magelona lenticulata
- Magelona longicornis
- Magelona magnahamata
- Magelona marianae
- Magelona methae
- Magelona mickminni
- Magelona minuta
- Magelona mirabilis
- Magelona nonatoi
- Magelona noppi
- Magelona obockensis
- Magelona pacifica
- Magelona papillicornis
- Magelona papilliformis
- Magelona pectinata
- Magelona pettiboneae
- Magelona phyllisae
- Magelona pitelkai
- Magelona polydentata
- Magelona posterelongata
- Magelona pulchella
- Magelona pygmaea
- Magelona riojai
- Magelona rosea
- Magelona sacculata
- Magelona sachalinensis
- Magelona tehuanensis
- Magelona tinae
- Magelona variolamellata
- Magelona wilsoni